# Michael Baxandall
Michael David Kighley Baxandall (né le 18 août 1933 à Cardiff – mort le 12 août 2008) est un professeur et historien de l'art gallois. Professeur émérite de l'Université de Californie à Berkeley, il a également enseigné à l'Institut Warburg et à l'Université de Londres. Il a été conservateur du Victoria and Albert Museum.
Il est connu notamment pour le développement du concept de period eye, une méthode analytique utilisée par certains historiens de l'art.

## Carrière
Né à Cardiff, Michael Baxandall est le seul fils de David Baxandall, un conservateur qui a été un temps directeur de la National Gallery of Scotland. Il va à la Manchester Grammar School, puis étudie l'anglais au Downing College (Cambridge), où il a F. R. Leavis comme professeur.
En 1955, il quitte le Royaume-Uni pour l'Europe continentale. Il passe un an à l'Université de Pavie, puis part enseigner un an dans une école internationale de Saint-Gall, en Suisse. Il part par la suite à Munich profiter de l'enseignement de l'historien de l'art Hans Sedlmayr, puis travaille un temps pour le Zentralinstitut für Kunstgeschichte.
À son retour à Londres en 1958, il entame une longue collaboration avec l'Institut Warburg. Travaillant d'abord sur la collection photographique, il rencontre Kay Simon. Le couple se marie en 1963.
De 1959 à 1961, Baxandall est un junior fellow et travaille sur sa thèse Restraint in Renaissance behaviour supervisée par Ernst Gombrich. Il ne complètera jamais cette dernière.
À partir de 1961, il est assistant conservateur au département d'architecture et de sculpture du Victoria and Albert Museum. En 1965, il retourne à l'Institut Warburg comme maître de conférences. En 1981, il obtient une chaire de recherche à l'Université de Londres, mais passe de plus en plus de temps aux États-Unis. Il enseigne à l'Université Cornell, puis, en 1987, devient professeur à temps partiel en histoire de l'art à l'Université de Californie à Berkeley. En 1991, il est élu fellow à l'Académie américaine des arts et des sciences in 1991.
Atteint de la maladie de Parkinson, Baxandall meurt d'une pneumonie en 2008.

## Livres
- 1971 : Giotto and the Orators
  - traduit en français sous le titre Les Humanistes à la découverte de la composition en peinture, 1340-1450 (Paris, Seuil, 1989, traduction Maurice Brock)
  - puis publié sous le nouveau titre Giotto et les humanistes. La découverte de la composition en peinture, 1340-1450 (Paris, Seuil, 2013, traduction Maurice Brock et préface de Patrick Boucheron)
- 1972 : Painting and Experience in 15th century Italy (Oxford University Press)
  - traduit en français sous le titre L'Oeil du Quattrocento. L'Usage de la peinture dans l'Italie de la Renaissance (Paris, Gallimard, 1985, Bibliothèque illustrée des histoires, traduction Yvette Delsaut) ; réédité en 2020, coll. Tel, no 427, Gallimard, 240 pages + 64 p. hors texte, 85 ill.
  - un extrait du livre fut également publié dans la revue Actes de la recherche en sciences sociales, dirigée par Pierre Bourdieu, dans un numéro intitulé "Sociologie de l’œil" (vol. 40, novembre 1981)
- 1980 : The Limewood Sculptors of Renaissance Germany (Yale University Press)
- 1985 : Patterns of Intention: On the Historical Explanation of Pictures
  - traduit en français sous le titre Formes de l'intention. Sur l'explication historique des tableaux (Nîmes, Jacqueline Chambon, 1991, traduction Catherine Fraixe)
- 1994 : Tiepolo and the Pictorial Intelligence (avec Svetlana Alpers)
  - traduit en français sous le titre Tiepolo et l'intelligence picturale (Gallimard, 1996, traduction Xavier Carrère)
- 1995 : Shadows and Enlightenment
  - traduit en français sous le titre Ombres et lumières (Gallimard, 1999, Bibliothèque illustrée des histoires, traduction Pierre-Emmanuel Dauzat)
- 2003 : Words for Pictures
- 2004 : Pictures for words (publié sous pseudonyme)

Dans Painting and Experience in Fifteenth Century Italy (L'Oeil du Quattrocento), il développe le concept de period eye.

## Prix et récompenses
- Prix Aby M. Warburg 1988